# 1996年アトランタオリンピックのシリア選手団
1996年アトランタオリンピックのシリア選手団（1996ねんアトランタオリンピックのシリアせんしゅだん）は、1996年7月19日から8月4日にかけてアメリカ合衆国のジョージア州アトランタで開催された1996年アトランタオリンピックのシリア選手団、およびその競技結果。

## 概要
今大会は金メダル1個、合計1個のメダルを獲得した。
陸上女子七種競技でガーダ・シュアーが金メダルを獲得し、シリアにオリンピック初の金メダルをもたらした。

## メダル
| メダル | 選手名           | 競技 | 種目         |
| ------ | ---------------- | ---- | ------------ |
| 金     | ガーダ・シュアー | 陸上 | 女子七種競技 |